# Slyne
Slyne – osada w Anglii, w Lancashire. Leży 4,3 km od miasta Morecambe, 3,8 km od miasta Lancaster i 339,7 km od Londynu. Slyne jest wspomniana w Domesday Book (1086) jako Sline.